# Monopyle iserniana
Monopyle iserniana är en tvåhjärtbladig växtart som beskrevs av José Cuatrecasas. Monopyle iserniana ingår i släktet Monopyle och familjen Gesneriaceae. Inga underarter finns listade i Catalogue of Life.